# Difesa sociale
La difesa sociale è l'insieme delle attività per ridurre la vittimizzazione e prevenire la criminalità. 

## Storia
Il positivismo aveva una nuova concezione del diritto penale in funzione degli insegnamenti della scienza medica, della psicologia, della sociologia e di tutte le scienze criminologiche cioè di tutte le discipline che si ricollegavano allo studio dell'atto criminoso e dell'uomo delinquente. La difesa sociale nasce, dunque, come una disciplina tesa ad «organizzare in maniera razionale la reazione della società contro il delitto» allineandosi sul piano di ciò che gli altri paesi definiscono come “politica criminale”. Uno degli obiettivi era di proporsi di affrontare in maniera efficace il problema del recidivismo e di quei soggetti per i quali le pene tradizionali fossero ritenute inefficaci. A tal proposito fu messo a punto negli anni trenta un regime a doppio binario per il quale oltre alla pena tradizionale si introduceva una nuova misura basata sul trattamento penitenziario. Tale regime cd. “profilassi criminale” o della “bonifica umana” fu applicata in molti paesi quali l'Italia, la Spagna ed il Portogallo. Al I Congresso internazionale di Criminologia a Roma nel 1938 furono illustrati i primi benefici dei risultati da parte di due criminologi belgi Toulouse e Heuyer. 
Nel secondo dopoguerra altri criminologi quali Linda Gottfredson, Donald A. McKenzie, John Eck, David Farrington, Rachel Sherman, David Waller hanno effettuato molte ricerche per cercare di mettere a punto dei nuovi metodi di difesa sociale. In particolare furono istituite delle commissioni da parte di organizzazioni internazionali quali le Nazioni Unite e l'Organizzazione mondiale della sanità per analizzare nel dettaglio le statistiche criminali. Questi giunsero alla conclusione che si sarebbe dovuto migliorare il sistema di polizia internazionale per ridurre i fattori di rischio perché investire nella prevenzione arreca molti più benefici rispetto ai metodi tradizionali di risposta al crimine. 

## Descrizione e caratteristiche
Dato che per la commissione di un reato occorrono certi fattori quali la motivazione, la capacità e l'opportunità per l'aggressore, la “prevenzione primaria” si concentra a livello individuale e familiare, ad esempio, nelle attività scolastiche e di volontariato al fine di ridurre la probabilità di coinvolgimento del crimine. Fattori familiari come le relazioni parentali allo stesso modo riducono i livelli di rischio che si sommano in natura: più grande è il numero di fattori di rischio, più probabile è il coinvolgimento criminale. In aggiunta ci sono delle iniziative tese a ridurre il tasso di criminalità a livello aggregato.
La prevenzione secondaria utilizza tecniche che si concentrano sulle situazioni rischiose quali la dispersione scolastica e il reclutamento delle “baby gang”. A tal proposito si mettono a punto dei programmi di intervento nelle periferie dove il tasso criminale è superiore. 

## Nel mondo
Le organizzazioni internazionali hanno proposto nove raccomandazioni per raggiungere questo scopo:
1. Creare, implementare e monitorare un piano di azione per prevenire la violenza.
2. Rinforzare i sistemi di rilevazione delle banche dati.
3. Sostenere la ricerca sulle cause, le conseguenze e i costi per prevenire la violenza.
4. Rafforzare le misure di tutela e di risarcimento per le vittime.
5. Integrare la prevenzione con politiche ed i servizi sociali.
6. Promuovere le Pari opportunità.
7. Incrementare la collaborazione ed il confronto sulle ICT.
8. Promuovere e monitorare l'adesione ai trattati internazionali, alle leggi e ad altri meccanismi di tutela dei diritti umani.
9. Proporre nuove risposte al commercio internazionale in tutte le sue abominevoli forme (droga, armi, esseri umani, etc.).

Non per ultimo si cerca di insistere sul ruolo delle municipalità in quanto si tratta degli enti più efficaci nell'organizzare strategie di rilevazione e controllo dei fattori di rischio per la criminalità. Il Forum Europeo per la Sicurezza Urbana e l'United States Conference of Mayors hanno evidenziato che le municipalità possono, in base al principio della sussidiarietà orizzontale, realizzare dei programmi di intervento per soddisfare i bisogni di particolari categorie a rischio quali minori, donne e anziani.
A tal fine, c'è bisogno di stabilire un'alleanza di istituzioni sociali quali scuole, centri di collocamento, servizi sociali, comunità di accoglienza e forze di polizia.
I risultati di prevenzione in alcune città come Birmingham e Bogotà dimostrano una notevole riduzione dei reati.
La prevenzione terziaria, infine, è utilizzata dopo il compimento di un reato al fine di ridurre la recidiva e di rafforzare la sicurezza urbana. Alcune tecniche comprendono l'incremento della difficoltà di un reato, l'incremento del rischio, e la riduzione dei benefici dei detenuti.

### Stati Uniti d'America
Negli USA - in conformità agli slogan elettoralistici del tipo "Meno leggi, più ordine" - i governi locali tendono a rafforzare la legalità ispirandosi a principi come "tolleranza zero" e uniformare il diritto penale alla luce degli orientamenti internazionali che riflettono tali orientamenti.
Larry Sherman, docente dell'Università del Maryland, scoprì la correlazione tra approccio della polizia verso la violenza domestica e recidiva. In particolare, le politiche di informazione e di propaganda sulla microcriminalità, ad es. tramite la pubblicazione dei nomi e cognomi dei liberati dal carcere che si sono macchiati di particolari reati, possono servire a diminuire la recidiva, specialmente nelle periferie urbane. Associazioni come l'America's Most Wanted e la Crime Stoppers sono impegnate a favorire la cattura di questi criminali.